# Ormoy-la-Rivière
Ormoy-la-Rivière – miejscowość i gmina we Francji, w regionie Île-de-France, w departamencie Essonne.
Według danych na rok 1990 gminę zamieszkiwały 874 osoby, a gęstość zaludnienia wynosiła 85 osób/km² (wśród 1287 gmin regionu Île-de-France Ormoy-la-Rivière plasuje się na 660. miejscu pod względem liczby ludności, natomiast pod względem powierzchni na miejscu 365.).